# エセル・ウォーカー
エセル・ウォーカー（Dame Ethel Walker DBE ARA、1861年6月9日 - 1951年3月2日)は、イギリスの画家である。人物画などを描き1943年に大英帝国勲章のデイム・コマンダーを受勲した。

## 略歴
エディンバラで鋳造業を経営する一族に生まれた。ロンドンで初等教育を受け、ロンドンの私立の美術学校（Ridley School of Art）で学んだ。1880年にクララ・クリスチャン(Clara Christian: 1868-1906)と知り合い、一緒に修行した.。Putney School of Art and Designでも学び、マドリードに旅し、17世紀の画家ディエゴ・ベラスケスの作品の模写をして修行した。ロンドンのウェストミンスター美術学校に通い、当時人気のあった画家のフレデリック・ブラウンの指導を受け 、1893年頃にブラウンがスレード美術学校の教師になるとスレード美術学校で修行した。スレード美術学校では夜間のクラスでウォルター・シッカート（1860-1942）と知りあった。
1898年からロイヤル・アカデミー・オブ・アーツの展覧会に出展を始め、1920年代を通じて、ローラ・ナイト（1877-1970)やドッド・プロクター（1890-1972）といった女性画家とともに、アカデミーの夏の定期展示会に最も頻繁に出展した女性画家の一人となり、1940年にアカデミーの準会員に選ばれた。
1899年のニュー・イングリッシュ・アート・クラブの展覧会にも出展し、1900年にこの団体の最初の女性会員になった。1920年から1930年の間に4度、ヴェネツィア・ビエンナーレにイギリス代表として参加した。
1936年ころからポール・ナッシュを中心に結成されたイギリスの前衛芸術家のグループ、「ロンドン・グループ」の会員に加わった。
1938年に故ジョージ6世の王妃で、美術に関心があった皇母エリザベスに作品が買い上げられた。1943年に大英帝国勲章のデイム・コマンダーを受勲した。
1951年にロンドンで亡くなった。

## 作品

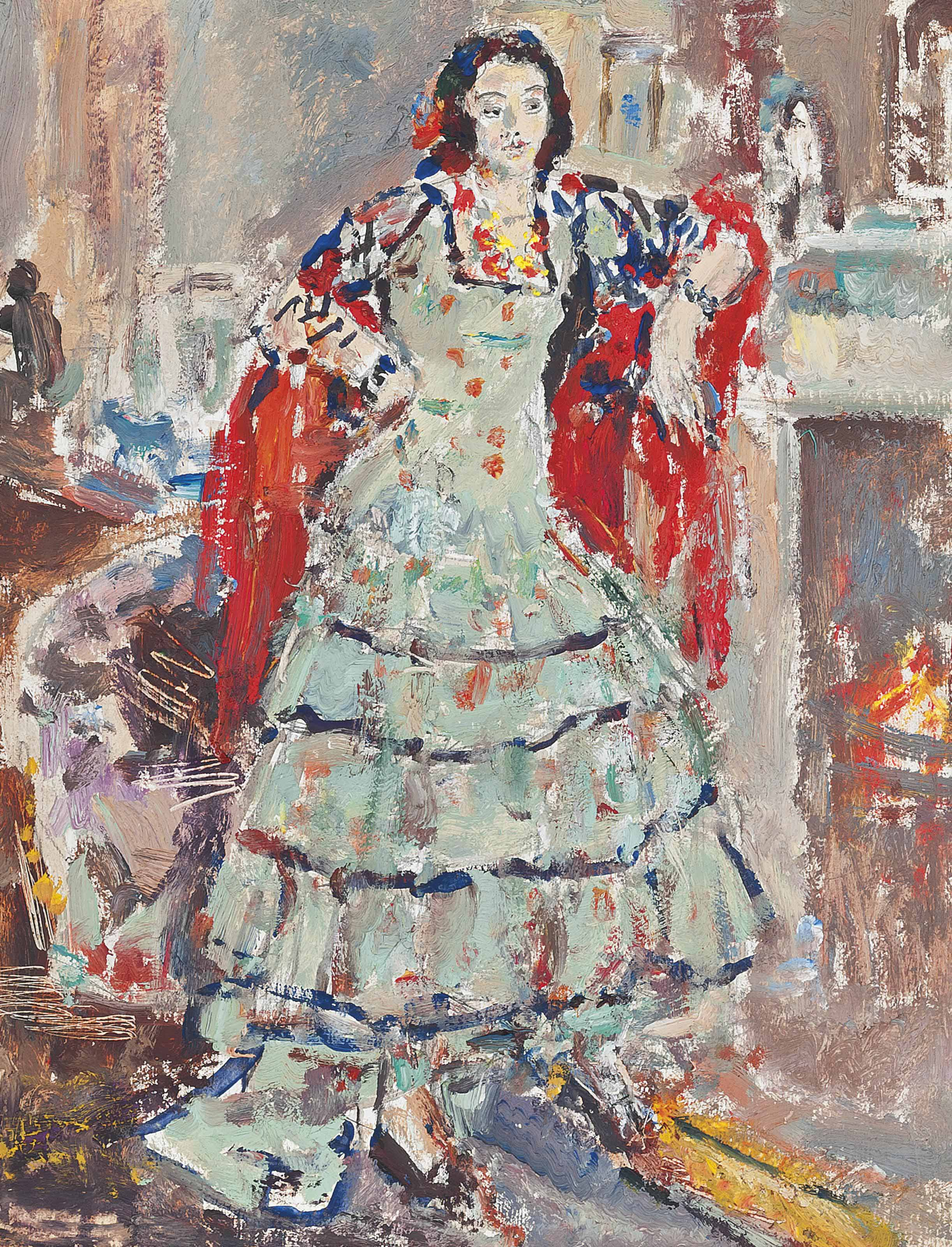
スタジオの女性モデル
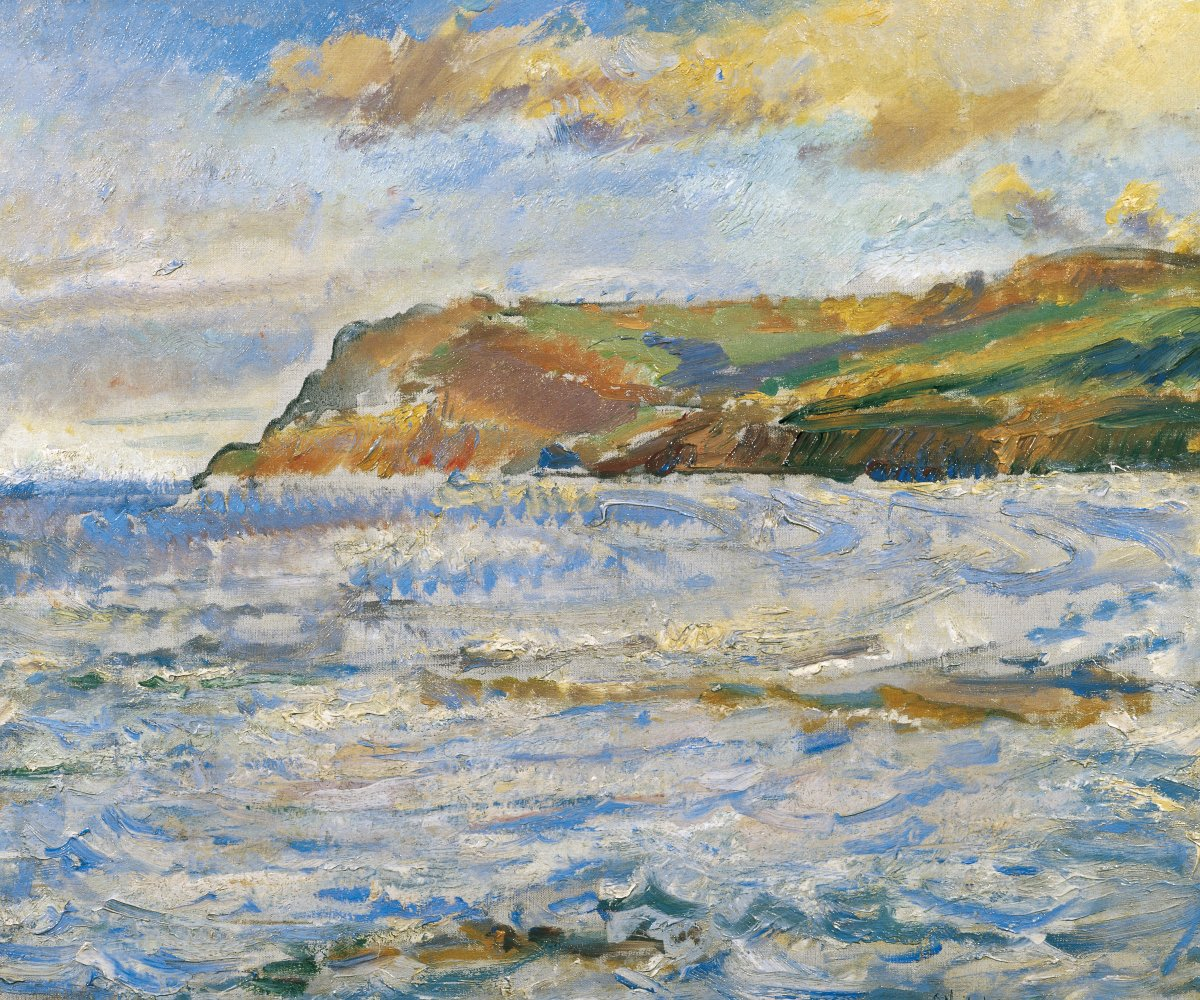
6月の朝(1921) Government Art Collection
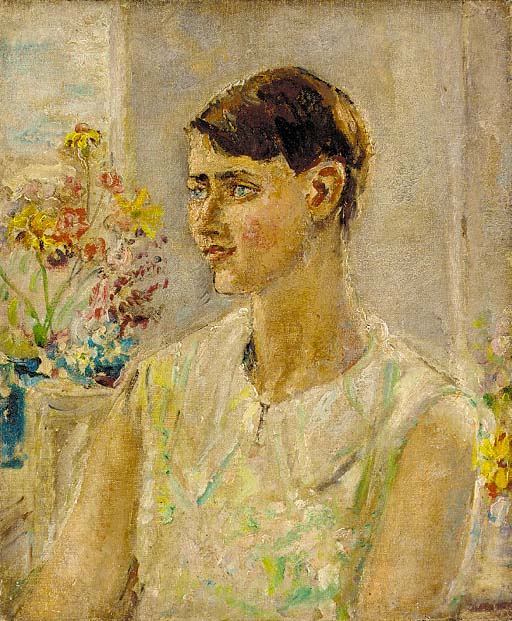
花と婦人像
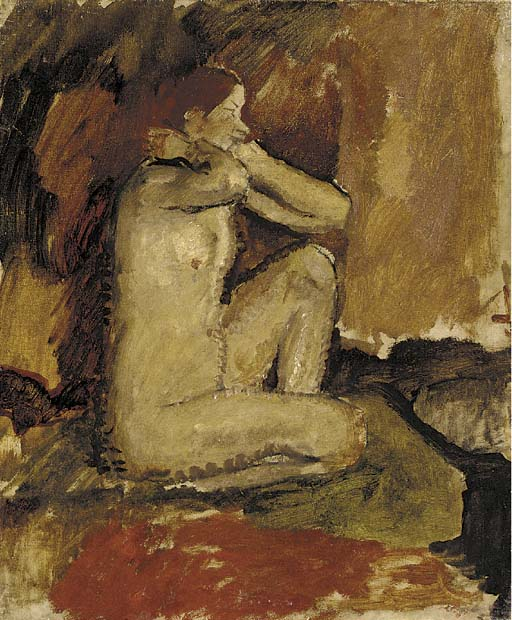
座っているヌード